# Nishiki-e

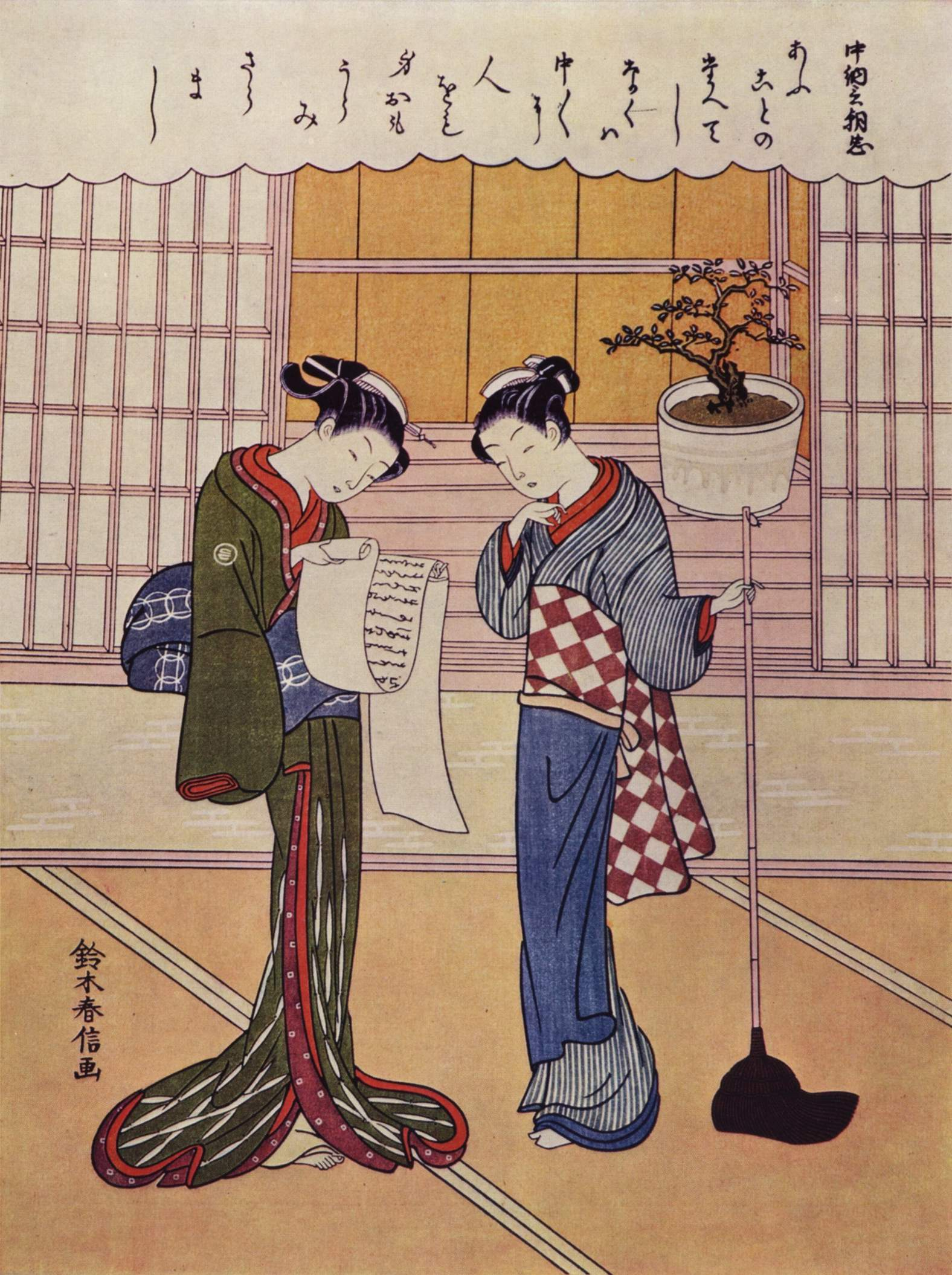
Due donne sulla veranda, di Suzuki Harunobu. Collezione Sammlung H. C. Bechtler, Zurigo.

Nishiki-e (錦絵) è un'antica tecnica di stampa policroma giapponese, di tipo ukiyo-e che fu probabilmente inventata e resa popolare a partire dal 1765 da Suzuki Harunobu ma che la tradizione attribuisce come invenzione al di lui maestro Kinroku. È da riportare però che questa tecnica pare fosse già stata utilizzata qualche anno prima da Katsuma Ryūsui.
In origine, questa tecnica artistica veniva impiegata nella città di Edo, l'attuale Tokyo.